# Badminton World Cup 1994
Der Badminton World Cup 1994 fand in Ho-Chi-Minh-Stadt statt. Das Preisgeld betrug 170.000 US-Dollar.

## Austragungsort
- Phan Dinh Phung Indoor Stadium, Ho-Chi-Minh-Stadt

## Sieger und Platzierte
| Disziplin    | Gold                          | Silber                         | Bronze                             |
| ------------ | ----------------------------- | ------------------------------ | ---------------------------------- |
| Herreneinzel | Heryanto Arbi                 | Thomas Stuer-Lauridsen         | Ardy Wiranata                      |
| Herreneinzel | Heryanto Arbi                 | Thomas Stuer-Lauridsen         | Joko Suprianto                     |
| Dameneinzel  | Susi Susanti                  | Bang Soo-hyun                  | Camilla Martin                     |
| Dameneinzel  | Susi Susanti                  | Bang Soo-hyun                  | Ye Zhaoying                        |
| Herrendoppel | Cheah Soon Kit Soo Beng Kiang | Rudy Gunawan Bambang Suprianto | Yap Kim Hock Tan Kim Her           |
| Herrendoppel | Cheah Soon Kit Soo Beng Kiang | Rudy Gunawan Bambang Suprianto | Thomas Lund Michael Søgaard        |
| Damendoppel  | Lili Tampi Finarsih           | Chung So-young Gil Young-ah    | Lotte Olsen Lisbet Stuer-Lauridsen |
| Damendoppel  | Lili Tampi Finarsih           | Chung So-young Gil Young-ah    | Wu Yuhong Chen Ying                |
| Mixed        | Thomas Lund Catrine Bengtsson | Chen Xingdong Gu Jun           | Jan-Eric Antonsson Astrid Crabo    |
| Mixed        | Thomas Lund Catrine Bengtsson | Chen Xingdong Gu Jun           | Aryono Miranat Rosalina Riseu      |

## Finalergebnisse
| Disziplin    | Sieger                        | Finalist                       | Ergebnis           |
| ------------ | ----------------------------- | ------------------------------ | ------------------ |
| Herreneinzel | Heryanto Arbi                 | Thomas Stuer-Lauridsen         | 9-7 Aufgabe        |
| Dameneinzel  | Susi Susanti                  | Bang Soo-hyun                  | 12-9, 11-6         |
| Herrendoppel | Cheah Soon Kit Soo Beng Kiang | Rudy Gunawan Bambang Suprianto | 18-13, 2-15, 17-16 |
| Damendoppel  | Lili Tampi Finarsih           | Chung So-young Gil Young-ah    | 15-11, 15-12       |
| Mixed        | Thomas Lund Catrine Bengtsson | Chen Xingdong Gu Jun           | 10-15, 15-10, 15-2 |

## Halbfinalresultate
| Disziplin    | Sieger                         | Gegner                             | Ergebnis          |
| ------------ | ------------------------------ | ---------------------------------- | ----------------- |
| Herreneinzel | Heryanto Arbi                  | Ardy Wiranata                      | 15-10, 15-11      |
| Herreneinzel | Thomas Stuer-Lauridsen         | Joko Suprianto                     | 9-15, 15-12, 15-6 |
| Dameneinzel  | Susi Susanti                   | Camilla Martin                     | 12-10, 11-1       |
| Dameneinzel  | Bang Soo-hyun                  | Ye Zhaoying                        | 11-2, 11-4        |
| Herrendoppel | Cheah Soon Kit Soo Beng Kiang  | Yap Kim Hock Tan Kim Her           | 6-15, 15-11, 15-8 |
| Herrendoppel | Rudy Gunawan Bambang Suprianto | Thomas Lund Michael Søgaard        | 15-2, 15-10       |
| Damendoppel  | Lili Tampi Finarsih            | Lotte Olsen Lisbet Stuer-Lauridsen | 15-3, 15-5        |
| Damendoppel  | Chung So-young Gil Young-ah    | Wu Yuhong Chen Ying                | 15-10, 15-7       |
| Mixed        | Thomas Lund Catrine Bengtsson  | Jan-Eric Antonsson Astrid Crabo    | 18-16, 15-12      |
| Mixed        | Chen Xingdong Gu Jun           | Aryono Miranat Rosalina Riseu      | 15-10, 15-6       |